# Spirobolomyia singularis
Spirobolomyia singularis är en tvåvingeart som först beskrevs av Aldrich 1916.  Spirobolomyia singularis ingår i släktet Spirobolomyia och familjen köttflugor. Inga underarter finns listade i Catalogue of Life.